# Drivers License
"Drivers License" (thường được cách điệu in thường) là một bài hát của ca sĩ kiêm sáng tác nhạc người Mỹ Olivia Rodrigo nẳm trong album phòng thu đầu tay của cô, Sour (2021). Bài hát được phát hành như đĩa đơn đầu tiên trích từ album vào ngày 8 tháng 1 năm 2021 bởi Geffen và Interscope Records, đồng thời là đĩa đơn đầu tay trong sự nghiệp của Rodrigo. Được đồng viết lời bởi nữ ca sĩ với nhà sản xuất bài hát Dan Nigro, "Drivers License" là một bản power ballad pha trộn phong cách của bedroom pop, indie pop và power pop. Bài hát được xây dụng với phong cách sản xuất tối giản và dựa trên nền piano chủ đạo, kết hợp với trống trầm, vòng hòa âm, tiếng vỗ tay đảo phách và đoạn bridge thơ mộng. Chứa đựng những ca từ sâu sắc đến não lòng, bài hát ghi lại những cảm xúc "đa chiều" Rodrigo trải qua sau khi chia tay.
"Drivers License" nhận được sự hoan nghênh rộng rãi từ giới phê bình, những người tập trung ngợi ca khả năng sáng tác của Rodrigo, giọng hát đầy cảm xúc và quá trình sản xuất bài hát gây xúc động mạnh, với nhiều ý kiến nhấn mạnh đến tầm ảnh hưởng của Taylor Swift và Lorde. Bài hát cũng phá vỡ một loạt kỷ lục về lượt phát trực tuyến nhiều nhất trong ngày lẫn tuần đầu trên Spotify và Amazon Music. "Drivers License" ra mắt ở vị trí số một trên bảng xếp hạng Billboard Hot 100 và trải qua tám tuần liên tiếp đứng đầu, đưa Rodrigo trở thành nghệ sĩ trẻ nhất thống trị bảng xếp hạng ngay tuần đầu. Ngoài ra, bài hát còn đạt hạng nhất ở 25 quốc gia, bao gồm Úc, Canada, Ireland, New Zealand và Vương quốc Anh, đồng thời vươn đến top 10 ở Brazil, Pháp, Đức, Ý, Tây Ban Nha và nhiều quốc gia khác.
Video ca nhạc cho "Drivers License" được đạo diễn bởi Matthew Dillon Cohen, trong đó Rodrigo lái xe quanh khu vực ngoại ô sau khi nhận được bằng lái xe và hồi tưởng về những kỷ niệm với người yêu cũ, người khuyến khích cô có được giấy phép. Để quảng bá bài hát, nữ ca sĩ đã trình diễn trên nhiều chương trình truyền hình và lễ trao giải, như Saturday Night Live, The Tonight Show Starring Jimmy Fallon và giải Brit năm 2021. Là một trong những tác phẩm thành công nhất năm 2021, "Drivers License" giúp khởi động sự nghiệp âm nhạc của Rodrigo với nhiều giải thưởng và đề cử lớn, chiến thắng hạng mục Trình diễn đơn ca pop xuất sắc nhất tại giải Grammy lần thứ 64, bên cạnh đề cử cho Thu âm của năm và Bài hát của năm, cũng như chiến thắng giải Bài hát của năm tại giải Video âm nhạc của MTV năm 2021.

## Danh sách bài hát
Đĩa đơn CD
1. "Drivers License" – 4:04
2. "Drivers License" (radio chỉnh sửa) – 3:48
3. "Drivers License" (không lời) – 4:02

## Thành phần thực hiện
Thành phần thực hiện được trích từ ghi chú của Sour.
Phòng thu
- Thu âm tại Amusement Studios (Los Angeles)
- Phối khí tại SOTA Studios (Los Angeles)
- Master tại Sterling Sound (New York)

Nhân sự
- Olivia Rodrigo – giọng hát, giọng nền, viết lời
- Daniel Nigro – viết lời, sản xuất, thu âm, piano, bass, bộ gõ, lập trình trống, synthesizer, giọng nền
- Dan Viafore – hỗ trợ kỹ sư âm thanh
- Mitch McCarthy – phối khí
- Randy Merrill – master

## Xếp hạng
| Bảng xếp hạng (2021–2022)              | Vị trí cao nhất |
| -------------------------------------- | --------------- |
| Argentina (Argentina Hot 100)          | 54              |
| Úc (ARIA)                              | 1               |
| Áo (Ö3 Austria Top 40)                 | 1               |
| Bỉ (Ultratop 50 Flanders)              | 1               |
| Bỉ (Ultratop 50 Wallonia)              | 4               |
| Bolivia (Monitor Latino)               | 8               |
| Canada (Canadian Hot 100)              | 1               |
| Colombia (National-Report)             | 41              |
| Costa Rica (Monitor Latino)            | 15              |
| Cộng hòa Séc (Singles Digitál Top 100) | 1               |
| Đan Mạch (Tracklisten)                 | 1               |
| El Salvador (Monitor Latino)           | 12              |
| Phần Lan (Suomen virallinen lista)     | 1               |
| Pháp (SNEP)                            | 2               |
| Đức (GfK)                              | 2               |
| Global 200 (Billboard)                 | 1               |
| Hy Lạp (IFPI)                          | 1               |
| Hungary (Rádiós Top 40)                | 5               |
| Hungary (Single Top 40)                | 5               |
| Hungary (Stream Top 40)                | 1               |
| Iceland (Plötutíðindi)                 | 3               |
| Ấn Độ (IMI)                            | 19              |
| Indonesia (Prambors)                   | 1               |
| Ireland (IRMA)                         | 1               |
| Israel (Media Forest)                  | 1               |
| Ý (FIMI)                               | 8               |
| Nhật Bản (Japan Hot 100)               | 94              |
| Latvia (EHR)                           | 1               |
| Lithuania (AGATA)                      | 1               |
| Malaysia (RIM)                         | 1               |
| Mexico Top 20 General (Monitor Latino) | 9               |
| Hà Lan (Dutch Top 40)                  | 1               |
| Hà Lan (Single Top 100)                | 1               |
| New Zealand (Recorded Music NZ)        | 1               |
| Na Uy (VG-lista)                       | 1               |
| Ba Lan (Polish Airplay Top 100)        | 44              |
| Bồ Đào Nha (AFP)                       | 1               |
| Puerto Rico (Monitor Latino)           | 14              |
| Rumani (Airplay 100)                   | 55              |
| Singapore (RIAS)                       | 1               |
| Slovakia (Singles Digitál Top 100)     | 1               |
| Slovakia (Rádio Top 100)               | 5               |
| Nam Phi (RISA)                         | 1               |
| Hàn Quốc (Gaon)                        | 128             |
| Tây Ban Nha (PROMUSICAE)               | 4               |
| Thụy Điển (Sverigetopplistan)          | 1               |
| Thụy Sĩ (Schweizer Hitparade)          | 2               |
| Anh Quốc (OCC)                         | 1               |
| Uruguay (Monitor Latino)               | 16              |
| Hoa Kỳ Billboard Hot 100               | 1               |
| Hoa Kỳ Adult Contemporary (Billboard)  | 9               |
| Hoa Kỳ Adult Top 40 (Billboard)        | 1               |
| Hoa Kỳ Mainstream Top 40 (Billboard)   | 1               |
| Hoa Kỳ Rhythmic (Billboard)            | 30              |
| Venezuela (Record Report)              | 40              |
| Việt Nam (Vietnam Hot 100)             | 79              |

| Bảng xếp hạng (2021)       | Vị trí cao nhất |
| -------------------------- | --------------- |
| Brazil (Pro-Música Brasil) | 39              |

| Bảng xếp hạng (2021)                  | Vị trí |
| ------------------------------------- | ------ |
| Úc (ARIA)                             | 3      |
| Áo (Ö3 Austria Top 40)                | 16     |
| Bỉ (Ultratop Flanders)                | 9      |
| Bỉ (Ultratop Wallonia)                | 25     |
| Bolivia (Monitor Latino)              | 53     |
| Canada (Canadian Hot 100)             | 6      |
| Chi-lê (Monitor Latino)               | 28     |
| Costa Rica (Monitor Latino)           | 64     |
| Đan Mạch (Tracklisten)                | 11     |
| El Salvador (Monitor Latino)          | 62     |
| Pháp (SNEP)                           | 74     |
| Đức (Official German Charts)          | 26     |
| Global 200 (Billboard)                | 4      |
| Hungary (Rádiós Top 40)               | 43     |
| Hungary (Stream Top 40)               | 28     |
| Ireland (IRMA)                        | 2      |
| Ý (FIMI)                              | 98     |
| Hà Lan (Dutch Top 40)                 | 33     |
| Hà Lan (Single Top 100)               | 14     |
| New Zealand (Recorded Music NZ)       | 3      |
| Na Uy (VG-lista)                      | 6      |
| Bồ Đào Nha (AFP)                      | 4      |
| Puerto Rico (Monitor Latino)          | 24     |
| Tây Ban Nha (PROMUSICAE)              | 54     |
| Thụy Điển (Sverigetopplistan)         | 14     |
| Thụy Sĩ (Schweizer Hitparade)         | 25     |
| Vương quốc Anh (OCC)                  | 3      |
| Uruguay (Monitor Latino)              | 42     |
| Hoa Kỳ Billboard Hot 100              | 8      |
| Hoa Kỳ Adult Contemporary (Billboard) | 18     |
| Hoa Kỳ Adult Top 40 (Billboard)       | 11     |
| Hoa Kỳ Mainstream Top 40 (Billboard)  | 13     |

## Chứng nhận
| Quốc gia | Chứng nhận  | Số đơn vị/doanh số chứng nhận |
| --- | ----------- | ----------------------------- |
| Úc (ARIA)                                                                                                   | 6× Bạch kim | 420.000‡                      |
| Áo (IFPI Áo)                                                                                                | Bạch kim    | 30.000‡                       |
| Bỉ (BEA) | Bạch kim    | 40.000‡                       |
| Canada (Music Canada)                                                                                       | 5× Bạch kim | 400.000‡                      |
| Đan Mạch (IFPI Đan Mạch)                                                                                    | Bạch kim    | 90,000‡                       |
| Pháp (SNEP)                                                                                                 | Bạch kim    | 200.000‡                      |
| Đức (BVMI)                                                                                                  | Bạch kim    | 300.000‡                      |
| Ireland | —           | 111,000                       |
| Ý (FIMI) | Bạch kim    | 70.000‡                       |
| New Zealand (RMNZ)                                                                                          | 2× Bạch kim | 60.000‡                       |
| Na Uy (IFPI)                                                                                                | 3× Bạch kim | 180.000‡                      |
| Ba Lan (ZPAV)                                                                                               | 2× Bạch kim | 100.000‡                      |
| Bồ Đào Nha (AFP)                                                                                            | 3× Bạch kim | 30.000‡                       |
| Tây Ban Nha (PROMUSICAE)                                                                                    | Bạch kim    | 40.000‡                       |
| Thụy Sĩ (IFPI)                                                                                              | Bạch kim    | 20.000‡                       |
| Anh Quốc (BPI)                                                                                              | 2× Bạch kim | 1.200.000‡                    |
| Hoa Kỳ (RIAA)                                                                                               | 5× Bạch kim | 5.000.000‡                    |
| Streaming                                                                                                   |             |                               |
| Trung Mỹ (CFC)                                                                                              | Bạch kim    | 7.000.000                     |
| Hy Lạp (IFPI Hy Lạp)                                                                                        | Bạch kim    | 2.000.000                     |
| Thụy Điển (GLF)                                                                                             | 2× Bạch kim | 16.000.000                    |
| ‡ Chứng nhận dựa theo doanh số tiêu thụ và phát trực tuyến. · Chứng nhận dựa theo doanh số phát trực tuyến. |             |                               |

## Lịch sử phát hành
| Khu vực | Ngày             | Định dạng                       | Hãng đĩa   | Nguồn   |
| ------- | ---------------- | ------------------------------- | ---------- | ------- |
| Nhiều   | 8 tháng 1, 2021  | Tải kĩ thuật số Phát trực tuyến | Geffen     | [ 113 ] |
| Ý       | 15 tháng, 2021   | Phát thanh                      | Universal  | [ 114 ] |
| Hoa Kỳ  | 19 thang 1, 2021 | Contemporary hit radio          | Interscope | [ 115 ] |
| DACH    | 1 tháng 4, 2021  | CD                              | Geffen     | [ 2 ]   |